# Małe Jezioro Osturniańskie
Małe Jezioro Osturniańskie (słow. Malé Osturnianske jazero) – jezioro w Magurze Spiskiej na Słowacji. Znajduje się w miejscowości Osturnia, w orograficznie lewych zboczach Kotliny Spiskiej, w dolinie po prawej stronie drogi z Osturni do Łapszanki.
Jezioro znajduje się na wysokości 883 m n.p.m. Powstało w niszy osuwiskowej i obecnie jest jeziorem okresowym – woda gromadzi się w nim tylko po większych opadach deszczu. Jego głębokość nie przekracza 1 m. Obecnie jezioro jest w końcowym już etapie zarastania roślinnością. Występują w nim rośliny typowe dla torfowisk przejściowych i odpoczywają tutaj ptaki podczas swoich przelotów.
Jezioro i otaczający je obszar o łącznej powierzchni 7,06 ha  objęte są ochroną jako rezerwat  przyrody (według słowackich przepisów jest to 4,5 stopień ochrony). Utworzono go w 1984 r. Nie prowadzi obok niego żaden znakowany szlak turystyczny, ale w pobliżu jeziora, przy drodze z Osturni do Łapszanki jest tablica informacyjna. Drogą ta prowadzi znakowany szlak turystyki pieszej i rowerowej
W Osturni są jeszcze dwa inne jeziora: Mišku Kovaľa i Wielkie Jezioro Osturniańskie (Veľké Osturnianske jazero).